# Francesco Contarini (doge)
Pour les articles homonymes, voir Contarini.
Francesco Contarini (28 novembre 1566 - 6 décembre 1624) est le 95e doge de Venise, élu en 1623 son dogat dure jusqu'en 1624.

## Famille
Francesco Contarini vient de la branche des Contarini appelée Porta di Ferro qui s'est enrichie dans le commerce avec l'Angleterre. La famille des Contarini, toutes branches confondues, a donné  huit doges à Venise, le premier au XIe siècle, le dernier à la fin du XVIIIe siècle. Elle a par ailleurs donné un grand nombre de procurateurs, de cardinaux, de patriarches, d'amiraux, etc.
Trois femmes de la famille Contarini ont été mariées avec des doges: Elisabetta Contarini avec Francesco Dandolo, Contarina Contarini avec Nicolo Marcello et Cecilia Contarini avec Sebastiano Venier.
La famille possède plusieurs palais à Venise, dont le Palais Contarini dagli Scrigni, à l'embouchure du Rio San Trovaso dans le Grand Canal.

## Biographie

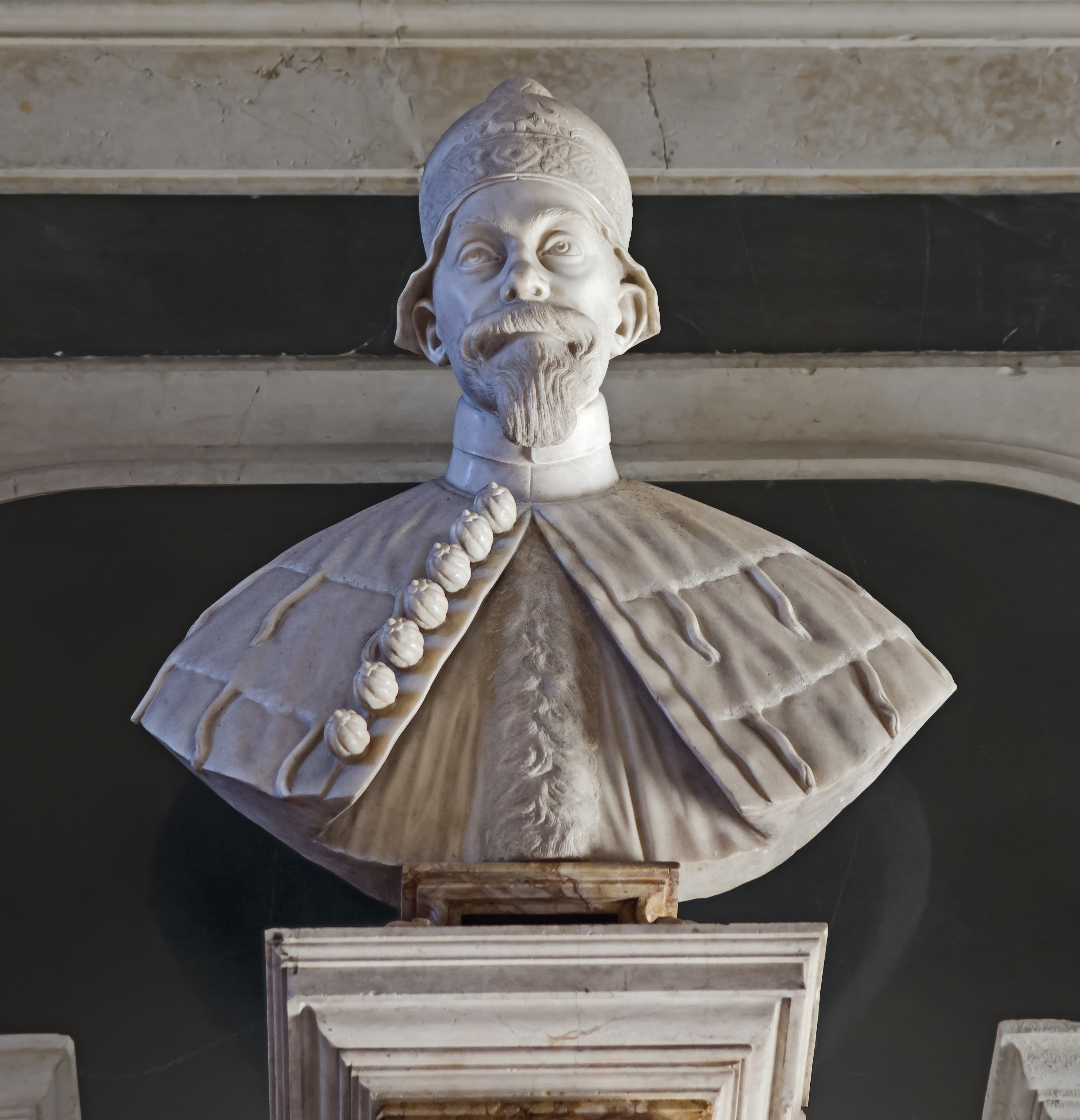
Buste de Francesco Contarini à San Francesco della Vigna

Francesco Contarini étudie la rhétorique, philosophie et le droit à l'université de Padoue. Il est riche, cultivé et très intelligent et est considéré comme l'un des meilleurs diplomates de la République. Avant de devenir doge, il représente la République à Rome et dans de nombreuses cours d'Europe et y est très apprécié. Le roi de France Henri IV le fait même chevalier. Il ne s'est pas marié et n'a pas eu d'enfant.
Francesco Contarini est procurateur de San Marco lorsqu'il est élu doge le 8 septembre 1623 à l'âge de 67 ans. Il ne désire pas vraiment cette charge, mais est le seul nom sur lequel on peut se mettre d'accord après 79 tours de scrutin et y est donc contraint par les circonstances. La guerre de la Valteline, commencée sous le règne de son prédécesseur Antonio Priuli, continue sans nouveautés.
Pendant son règne, une salle du Palais des Doges est ornée de fresques par Palma le Jeune.
Il meurt après une longue maladie le 6 décembre 1624 et est enterré dans l'église San Francesco della Vigna. Son court règne ne lui a pas permis d'influer sur le fonctionnement de l'État.

## Sources
- (de) Cet article est partiellement ou en totalité issu de l’article de Wikipédia en allemand intitulé « Francesco Contarini » (voir la liste des auteurs).

- (it) Cet article est partiellement ou en totalité issu de l’article de Wikipédia en italien intitulé « Francesco Contarini » (voir la liste des auteurs).